# 映画祭
映画祭（えいがさい）とは、 映画業界の祭典であり、新たに制作された映画作品の上映を行い、優れた作品の選考や賞の授与を行い、映画作品を売り込む側と上映するために映画作品を買い付ける側が出会い商談を行う市場機能も備えている。
特定の場所で期間限定で開催され、名称はベルリン国際映画祭、カンヌ国際映画祭などのように、開催地の地名を冠したものが多い。通常、年に一度など定期的な開催サイクルを持つ。映画作品の上映や選考・受賞や市場機能のほか、映画に関するイベント（講演会、研修会、見学会、レセプション、等）を含む映画祭もある。作品上映の前後に、監督や出演者などの舞台挨拶やティーチイン（観覧者との質疑応答）などが行われるものも多い。
最も有名なのは国際映画祭であるが、ファンタスティック映画祭、ドキュメンタリー映画祭、女性映画祭などテーマ別の映画祭も多数ある。複合的に国際アニメーション映画祭といった名称・分類もあり、東京国際映画祭の協賛企画として東京国際女性映画祭が開かれる場合などもある。

## 世界三大映画祭

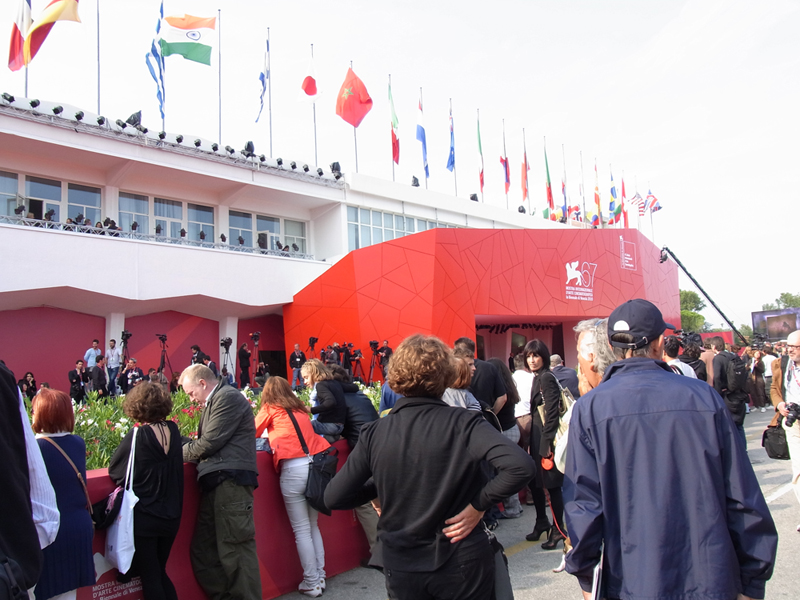
ヴェネツィア国際映画祭（2010年）

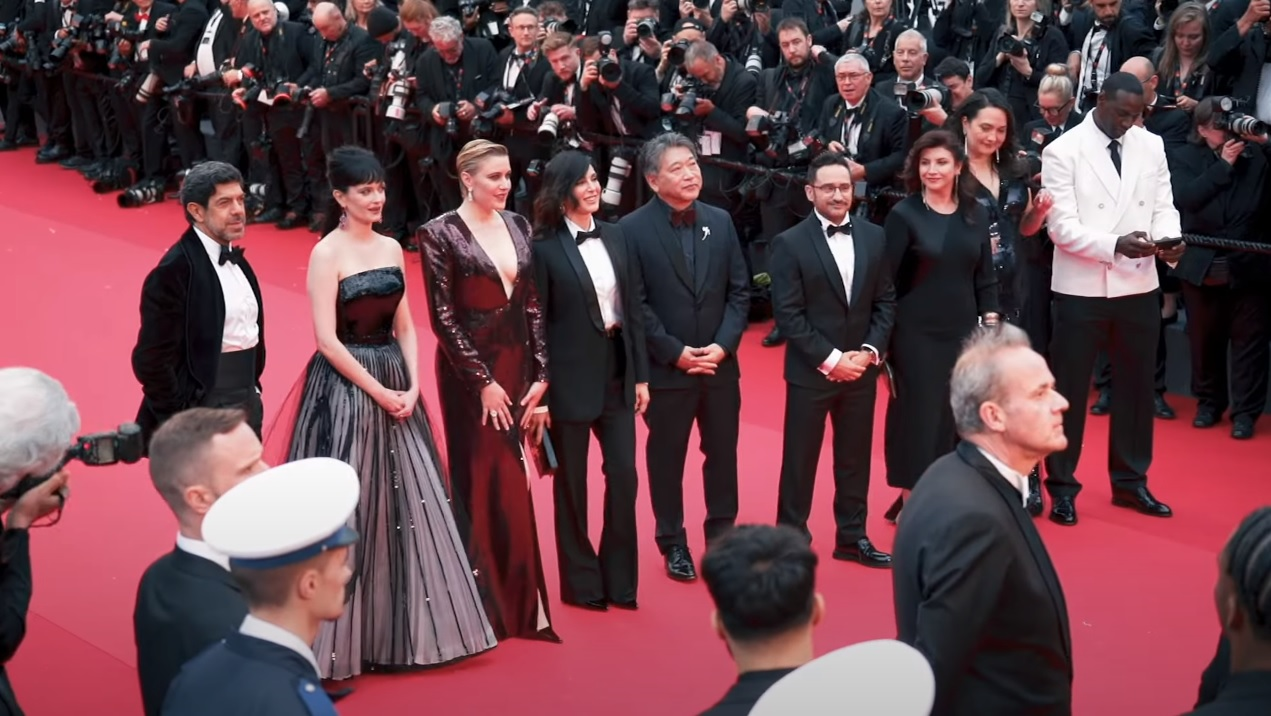
カンヌ国際映画祭のレッドカーペット（2024年）

国際映画製作者連盟（FIAPF）公認の国際映画祭のうち、以下の3つを指す。モスクワ国際映画祭を加え、世界四大映画祭と称されることもある。
- カンヌ国際映画祭[2][3] - 5月。
- ベルリン国際映画祭[2][3] - 2月。
- ヴェネツィア国際映画祭[2][3][4] - 8月末から9月初旬。

## 国際映画製作者連盟（FIAPF）公認の映画祭

### コンペティティブ長編映画祭（総合）
国際映画製作者連盟（FIAPF）公認の長編映画祭（Competitive Feature Film Festivals）で、長編・短編作品ともに扱う国際映画祭。
- ベルリン国際映画祭 - ドイツ[1]
- カンヌ国際映画祭 - フランス[1]
- カルロヴィ・ヴァリ国際映画祭 - チェコ[1]
- ロカルノ国際映画祭 - スイス[1]
- モントリオール世界映画祭 - カナダ[1]
- ヴェネツィア国際映画祭 - イタリア[1]
- ワルシャワ国際映画祭 - ポーランド[1]
- タリン・ブラックナイト映画祭 - エストニア[5]

### コンペティティブ長編映画祭（長編作品のみ）
FIAPF公認の長編映画祭（Competitive Feature Film Festivals）で長編作品しか扱わない映画祭。
- マル・デル・プラタ国際映画祭 - アルゼンチン[1]
- 上海国際映画祭 - 中国[1]
- モスクワ国際映画祭[2][3] - ロシア 。最高賞を受賞した日本映画は新藤兼人監督の映画『裸の島』、『裸の十九才』、『生きたい』の3本[1]。黒澤明監督のソビエト映画『デルス・ウザーラ』も最高賞を受賞している[1]。
- ドノスティア=サン・セバスティアン国際映画祭 - スペイン[1]
- 東京国際映画祭[6][7][3] - 日本[1]
- カイロ国際映画祭 - エジプト[1]
- インド国際映画祭 - インド[1]

### コンペティティブ・スペシャライズド長編映画祭（総合）
FIAPF公認のスペシャライズド長編映画祭（Competitive Specialised Feature Film Festivals）で、長編・短編作品ともに扱う国際映画祭。
- シッチェス・カタロニア国際映画祭（Fantasy films） - スペイン
- ヒホン国際映画祭（El Festival Internacional de Cine de Gijón） - スペイン
- 釜山国際映画祭（New directors' films from Asian countries） - 韓国

### 非コンペティティブ長編映画祭（総合）
FIAPF公認の非コンペティティブ長編映画祭（Non-Competitive Feature Film Festivals）で、長編・短編作品ともに扱う国際映画祭。
- トロント国際映画祭 - カナダ

## 世界三大ファンタスティック映画祭
SF映画、ホラー映画、スリラー映画、サスペンス映画など、フィクション、ファンタジー系のジャンルに焦点を当てた専門の映画祭については、以下の3つが三大映画祭とされる。
- シッチェス・カタロニア国際映画祭（FIAPF公認）
- ブリュッセル国際ファンタスティック映画祭（FIAPF公認）
- ポルト国際映画祭

## インディペンデントな主要映画祭
FIAPFに加盟していない、或いはFIAPFから公認を受けていないが、世界の映画界で重要な地位を占める映画祭としては以下のものがある。
- エディンバラ国際映画祭 - イギリス
- サンダンス映画祭 - アメリカ
- ロッテルダム国際映画祭 - オランダ

## アカデミー賞（映画芸術科学アカデミー）公認の映画祭
アカデミー賞は授賞式前年の1年間にアメリカ国内の特定地域で公開された作品を対象に選考され、また映画産業全般に関連した業績に対して授与される賞であるが、例外としてアメリカ国内の特定地域で公開されていない作品でも同賞の候補作となることがある。それは世界各地で開かれるアカデミー賞の公認を受けた映画祭で受賞することであり、公認映画祭のグランプリ受賞作は自動的にアカデミー賞のノミネート候補作に推挙されるシステムとなっている。日本ではショートショートフィルムフェスティバル、山形国際ドキュメンタリー映画祭、ひろしまアニメーションシーズンが公認を受けている。
- アスペン短編映画祭 - アメリカ
- アテネ国際映画祭 - アメリカ
- アトランタ映画祭 - アメリカ
- アヌシー国際アニメーション映画祭 - フランス
- アメリカ合衆国映画祭 - アメリカ
- アナーバー映画祭 - アメリカ
- インド国際映画祭 - インド
- ウエスカ映画祭 - スペイン
- ウプサラ国際短編映画祭 - スウェーデン
- ヴェネツィア国際映画祭 - イタリア
- オースティン映画祭 - アメリカ
- オーバーハウゼン国際短編映画祭 - ドイツ
- オタワ国際アニメーション映画祭 - カナダ
- カナダ映画&テレビアカデミー - カナダ
- カルタヘナ国際映画祭 - コロンビア
- カンヌ国際映画祭 - フランス
- クラクフ国際短編映画祭 - ポーランド
- クレルモンフェラン国際短編映画祭 - フランス
- サンタバーバラ国際映画祭 - アメリカ
- サンダンス映画祭[9] - アメリカ
- サンフランシスコ国際映画祭 - アメリカ
- シーグラフ - アメリカ
- シカゴ国際映画祭 - アメリカ
- シカゴ国際子供映画祭 - アメリカ
- シドニー映画祭 - オーストラリア
- シネクエスト映画祭 - アメリカ
- ジホン若者向け国際映画祭 - スペイン
- シュトゥットガルト国際アニメーション映画祭 - ドイツ
- ショーツ国際映画祭 - アメリカ
- ショートショートフィルムフェスティバル - 日本
- シンアニマ国際アニメーションフィルムフェスティバル - ポルトガル
- スペイン映画科学アカデミー - スペイン
- スラムダンス映画祭 - アメリカ
- 世界アニメーションセレブレーション - アメリカ
- ザグレブ世界アニメーション映画祭 - クロアチア
- セザール賞短編部門 - フランス
- セントルイス国際映画祭 - アメリカ
- タンペレ映画祭 - フィンランド
- ドナテロ・デビット・アワード - イタリア
- トリノ国際映画祭 - イタリア
- トロント・ワールドワイド短編映画祭 - カナダ
- ナシュビル映画祭 - アメリカ
- パームスプリング国際短編映画祭 - アメリカ
- バミューダ国際映画祭 - バミューダ諸島
- ハンプトン国際映画祭 - アメリカ
- ビルバオ国際映画祭 - スペイン
- 山形国際ドキュメンタリー映画祭 - 日本
- フォイル映画祭 - アイルランド
- 富川国際アニメーション映画祭 - 韓国
- ブラック・マリア映画祭 - アメリカ
- ブリティッシュアカデミー・オブ・映画&テレビアワード - イギリス
- フリッカーフェスト - オーストラリア
- フロリダ映画祭 - アメリカ
- ベルリン国際映画祭 - ドイツ
- メルボルン国際映画祭 - オーストラリア
- モントリオール世界映画祭 - カナダ
- モントリオール・ニュー・シネマ国際映画祭 - カナダ
- ヨーロッパ・フィルム・アワード - ドイツ
- ロカルノ国際映画祭 - スイス
- ロサンゼルス映画祭 - アメリカ
- ロサンゼルス国際短編映画祭 - アメリカ
- ロサンゼルス・ラティーノ国際映画祭 - アメリカ
- ロードアイランド国際映画祭 - アメリカ

## 国際アニメーション映画協会公認の映画祭
国際アニメーション映画協会公認の映画祭の中で、アヌシー、ザグレブ、オタワ、広島をもって世界四大アニメーション映画祭とされているが、広島のみが ASIFA公認（ASIFA Endorsement）であり、その他はASIFAパートナーシップ映画祭（ASIFA Partnership Festival）である。ASIFA Endorsementを得るには「ASIFA公認国際映画祭規約」を遵守する必要がある。この規約には、コンペティションの審査方法や特別プログラムに関する基準のほか、作家や関係者等の招待、広報、著作権保護、表現の自由の保障等、映画祭運営全体について厳しい基準が設けられている。なお、広島は2020年に開催された第18回大会をもって終了し、2022年にひろしまアニメーションシーズンが立ち上がった。
- アニフェスト国際アニメーション映画祭（International Festival of Animated Films AniFest） - チェコ
- アヌシー国際アニメーション映画祭 - フランス
- オタワ国際アニメーション映画祭 - カナダ
- オランダアニメーション映画祭（Holland Animation Film Festival） - オランダ
- カタロニア国際アニメーション映画祭（Catalunya International Animation Film Festival） - スペイン
- ザグレブ国際アニメーション映画祭（Zagreb World Festival of Animated Films） - クロアチア
- シュトゥットガルト国際アニメーション映画祭（Internationales Trickfilm-Festival Stuttgart - Festival of Animated Film） - ドイツ
- ソウル国際マンガ・アニメーション映画祭（Seoul International Cartoon & Animation Festival） - 韓国
- テヘラン国際アニメーション映画祭（Tehran International Animation Festival） - イラン
- ブリスベン国際アニメーション映画祭（Brisbane International Animation Festival） - オーストラリア
- ライプツィヒ国際ドキュメンタリー・アニメーション映画祭（International Leipzig Festival for Documentary and Animated Film） - ドイツ

## インディペンデントな主要アニメーション映画祭
ASIFAに加盟していない、或いはASIFAから公認を受けていないアニメーション映画祭としては以下のものがある。
- KROK国際アニメーション映画祭（KROK International Animated Films Festival） - ウクライナ、ロシア
- ネウムアニメーション映画祭（Neum Animated Film Festival） - ボスニア・ヘルツェゴビナ
- ブカレスト国際アニメーション映画祭（Bucharest International Animation Film Festival） - ルーマニア
- マドリード国際アニメーション映画祭 - スペイン

## 日本国内で開催される国際映画祭
長編短編、ジャンル、性別、地域といった制限を課すことなく全世界で公募している国際映画祭。
初回開催年順
- にいがた国際映画祭（新潟）1991年〜
- キネコ国際映画祭（東京）1992年～
- 東京国際映画祭（東京）1985年～
- 沖縄国際映画祭（沖縄）2009年～
- なら国際映画祭（奈良）2010年～
- 広島国際映画祭（広島）2014年～
- 京都国際映画祭（京都）2014年～
- 徳島国際映画祭（徳島）2016年～
- 門真国際映画祭（大阪）2018年～
- 愛媛国際映画祭（愛媛）2020年〜
- 横浜国際映画祭（横浜）2023年〜

## 日本国内で開催される映画祭
| 目次 | 目次 | 目次 | 目次 | 目次 | 目次 | 目次 | 目次 | 目次 | 目次 | 目次 |
| ---- | ---- | ---- | ---- | ---- | ---- | ---- | ---- | ---- | ---- | ---- |
| あ   | か   | さ   | た   | な   |      | は   | ま   | や   | ら   | わ   |

### あ行
- 秋葉原映画祭（東京都千代田区）
- アーラ映画祭（岐阜県可児市）
- あいち国際女性映画祭[10]
- 青森インターナショナルLGBTフィルムフェスティバル[11]
- 秋田インディーズ映画祭[12]
- あきた十文字映画祭[11]
- あきる野映画祭（五日市映画祭）
- 朝日ベストテン映画祭（2008年で終了）
- アジア海洋映画祭イン幕張[13]
- アジア国際子ども映画祭[14]
- アジアフォーカス・福岡映画祭[15][16][11]
- アジアンクィア映画祭（AQFF:Asian Queer Film Festival）（2013年で終了）
- EARTH VISION 地球環境映像祭（EARTH VISION Tokyo Global Environmental Film Festival）（2017年で終了）
- 熱海怪獣映画祭
- 熱海国際映画祭（2019年で終了）
- @ffあおもり映画祭（2011年で終了）
- アフガニスタン映画祭（東京、NPO法人クロスアーツ）（2008年で終了？）
- アラブ映画祭（東京、国際交流基金）
- 池袋みらい国際映画祭
- イタリア映画祭[17][18][11]
- いぶすき映画祭
- イメージフォーラム・フェスティバル（Image Forum Festival）[19]
- 岩槻映画祭[20][11]
- 雲州ふらた映画祭
- 映画のまち調布 シネマフェスティバル
- ええじゃないかとよはし映画祭（2021年で終了）
- NHKアジア・フィルム・フェスティバル
- 海老名プレミアム映画祭（2008年で終了）
- MKE映画祭[11]
- おおいた自主映画祭
- 大阪アジアン映画祭[21][11]
- 大阪ヨーロッパ映画祭
- 大須にじいろ映画祭
- 岡山映画祭
- 沖縄国際映画祭[22][11]
- お蔵出し映画祭（2015年で終了）
- 小田原映画祭[11]
- 小津安二郎記念蓼科高原映画祭[11]
- オホーツク網走フィルムフェスティバル[23][11]
- オンチ映画祭（2009年で終了）

### か行
- 香川レインボー映画祭
- 学生残酷映画祭
- 門真国際映画祭
- カナザワ映画祭[24]
- KAWASAKIしんゆり映画祭
- 関西 Queer Film Festival
- 吉祥寺アニメーション映画祭（2014年で終了）
- 京都映画祭
- 京都国際学生映画祭
- 京都ヒストリカ国際映画祭
- きりゅう映画祭[11]（2022年で終了）
- 神戸インディペンデント映画祭
- 神戸クラシックコメディ映画祭
- 神戸スポーツ映画祭[11]（2020年で終了）
- 神戸100年映画祭[25] （2015年に終了）
- 小坂本町一丁目映画祭（愛知県豊田市）[26]（2017年で終了）
- コリアン・シネマ・ウィーク[27]
- CON-CANムービーフェスティバル（2012年で終了）

### さ行
- 札幌国際短編映画祭（SAPPOROショートフェスト）[11]
- さぬき映画祭[11]
- したまちコメディ映画祭in台東[15][11]
- シネマベイビーフィルムフェスティバル[28]（2017年で終了）
- 渋谷TANPEN映画祭CLIMAXat佐世保
- しまね映画祭
- 下北沢映画祭
- 周南映画祭 ～絆～
- ショートショート フィルムフェスティバル & アジア[29][11]
- 新開地映画祭（神戸）[30]
- 新城映画祭（新城ムービングイメージフェスティバル）
- Shintoku空想の森映画祭
- 神保町映画祭
- スウェーデン映画祭[15][31]
- すかがわ国際短編映画祭[11]
- SKIPシティ国際Dシネマ映画祭[10][11]
- 杉並ヒーロー映画祭
- 逗子海岸映画祭[32]
- SeishoCinemaFes
- 関前諸島岡村島映画祭（2020年で終了）
- 瀬戸田映画祭
- 仙台短篇映画祭[11]

### た行
- 高崎映画祭[3][11]
- 宝塚映画祭
- 立川名画座通り映画祭
- 田辺・弁慶映画祭[11]
- 映画祭TAMA CINEMA FORUM
- 丹波国際映画祭
- 茅ヶ崎映画祭
- 知多半島映画祭
- TSSショートムービーフェスティバル（2013年で終了）
- ドイツ映画祭[33][34]
- 東葛国際映画祭[35] （2014年で終了）
- 東京学生映画祭[11]
- 東京国際映画祭[6][7][3][11]
- 東京国際シネシティフェスティバル
- 東京国際女性映画祭
- 東京国際ファンタスティック映画祭
- 東京・中国映画週間[27]
- TOKYO月イチ映画祭
- トーキョー ノーザンライツ フェスティバル[36][37][11]
- 東京フィルメックス（TOKYO FILMeX）[33][3][11]
- 東京平和映画祭
- 徳島国際映画祭（旧・徳島国際短編映画祭）
- ＃徳島ニューノーマル映画祭
- 栃木・蔵の街かど映画祭[38][11]
- TOYAMA地域映画フェスティバル（2008年で終了）
- とよはしまちなかスロータウン映画祭

### な行
- 中崎町サイレント映画祭（2018年で終了）
- 那須ショートフィルムフェスティバル
- なら国際映画祭
- にいがた国際映画祭[11]
- 西東京市民映画祭[11]
- 中之島映画祭

### は行
- 八王子Short Film映画祭
- はままつ映画祭
- ぴあフィルムフェスティバル[11]
- 東広島映画祭
- 飛騨国際メルヘンアニメ映像祭[3]
- ひろしま映像展
- 広島国際アニメーション映画祭[3][11]
- 広島国際映画祭[33][39][11]
- ヒロシマ平和映画祭
- 氷見"絆"国際映画祭
- フィンランド映画祭[40][41]
- 福井映画祭[11]
- 福井駅前短編映画祭[42]
- 福岡アジア映画祭[43][44][11]
- 福島こどものみらい映画祭
- 富士山・河口湖映画祭
- フランス映画祭（東京・横浜・大阪など）[17][11]
- 古湯映画祭[11]
- ポーランド映画祭[33][45]
- 北海道国際映画祭
- 北海道ユニバーサル上映映画祭[46]

### ま行
- 三鷹の森インディーズアニメフェスタ
- みちのく国際ミステリー映画祭
- 宮崎映画祭[47]
- みゆき野映画祭
- 南房総さざなみ映画祭
- メイシネマ祭[48]

### や行
- 山形国際ドキュメンタリー映画祭[3][11]
- 山形国際ムービーフェスティバル(YMF)[11]
- やまなし映画祭
- ゆうばり国際ファンタスティック映画祭[49][7][3][11]
- 湯布院映画祭[11]
- ゆふいんこども映画祭
- ゆふいん文化・記録映画祭[11]
- ヨコハマ映画祭[29][3][11]
- 横浜国際映画祭
- ヨコハマ・フットボール映画祭
- 夜空と交差する森の映画祭
- 横濱インディペンデント・フィルム・フェスティバル（旧・横濱HAPPY MUS!C映画祭）[50]

### ら行
- ラテンビート映画祭[15]
- ラブストーリー映画祭[51][11]
- レインボー・リール東京 (旧・東京国際レズビアン&ゲイ映画祭)[10][11]

## その他の映画祭
- アジア国際青少年映画祭（2004年〜、日中韓の三ヶ国の学生作品を対象にする映画祭）
- ジェラルメ国際ファンタスティカ映画祭（アヴォリアッツ国際ファンタスティック映画祭）
- シネリンピック!
- BRICS映画祭（中国語版、ロシア語版）
- マカオ国際映画祭
- 非同盟および発展途上国の平壌映画祭

## 世界三大映画祭での日本の作品の受賞
- カンヌ国際映画祭 - パルム・ドールを受賞した日本映画は『地獄門』、『影武者』、『楢山節考』、『うなぎ』、『万引き家族』[52]。
- ベルリン国際映画祭 - 金熊賞を受賞した日本映画は『武士道残酷物語』、『千と千尋の神隠し』[1]。
- ヴェネツィア国際映画祭 - 金獅子賞を受賞した日本映画は『羅生門』、『無法松の一生』、『HANA-BI』[1]。

## 世界三大映画祭の制覇者
アンリ＝ジョルジュ・クルーゾー
- カンヌ国際映画祭 - 『恐怖の報酬』（1953年）
- ベルリン国際映画祭 - 『恐怖の報酬』（1953年）
- ヴェネツィア国際映画祭 - 『情婦マノン』（1949年）

ミケランジェロ・アントニオーニ
- カンヌ国際映画祭 - 『欲望』（1967年）
- ベルリン国際映画祭 - 『夜』（1961年）
- ヴェネツィア国際映画祭 -『赤い砂漠』（1964年）

ロバート・アルトマン
- カンヌ国際映画祭 - 『M★A★S★H マッシュ』（1970年）
- ベルリン国際映画祭 - 『ビッグ・アメリカン』（1976年）
- ヴェネツィア国際映画祭 - 『ショート・カッツ』（1993年）

ジャファール・パナヒ
- カンヌ国際映画祭 - 『It Was Just an Accident』（2025年）
- ベルリン国際映画祭 - 『人生タクシー』（2015年）
- ヴェネツィア国際映画祭 - 『チャドルと生きる』（2000年）